# Nathaniel Clyne
Nathaniel Edwin Clyne (Londres, 5 de abril de 1991) é um futebolista inglês que atua como lateral-direito. Atualmente joga pelo Crystal Palace.

## Carreira

### Crystal Palace
Nathaniel estreou profissionalmente no dia 18 de Outubro de 2008 atuando pelo Crystal Palace enfrentando o Barnsley. Marcou seu primeiro gol pela equipe na vitória de 4-2 sobre o Reading em 8 de dezembro de 2009.
Na temporada 2010-11, Clyne foi o jogador mais jovem da Liga a jogar todos os jogos pela equié e ganhou o prêmio de jogador do ano da equipe.

### Southampton
Em 19 de Julho de 2012, Clyne assinou um contrato de 4 anos com o recém-promovido a Premier League Southampton. Fez sua estréia em 19 de agosto de 2012, em uma derrota por 3-2 contra o Manchester City no Etihad Stadium.

### Liverpool
No dia 1 de Julho de 2015, Clyne assinou um contrato de 4 anos com o Liverpool. A transferência custou £12.5 milhões (cerca de R$ 61 milhões) ao clube inglês.  
Fez seu primeiro gol pelo Liverpool contra o Bournemouth em uma vitoria de 1–0 pela Capital One Cup no dia 28 de Outubro de 2015.

### Bournemouth
Em 4 de janeiro de 2019, Clyne foi emprestado ao Bournemouth.

## Seleção Nacional

### Inglaterra Sub 19 e Sub 21
Clyne atou pela Seleção Inglesa Sub-19 e Sub-21.

## Títulos e Prêmios
Crystal Palace
- Copa da Inglaterra: 2024–25
- Supercopa da Inglaterra: 2025[2]

Individual
- 2009 Crystal Palace jogador jovem do ano.
- 2010 Crystal Palace jogador jovem do ano.
- 2010 Football League jogador jovem do ano.
- 2011 Crystal Palace jogador do ano.
- Outubro 2011 Jogador do Mês, Championship.
- Time do ano: 2011–12, Championship.